# Allmän engallmygga

Allmän engallmygga, Oligotrophus juniperinus är en tvåvingeart som först beskrevs av Carl von Linné 1758.  Allmän engallmygga ingår i släktet Oligotrophus och familjen gallmyggor, Cecidomyiidae. Arten är reproducerande i Sverige. Inga underarter finns listade i Catalogue of Life.
Gallmyggan orsakar ett slags utväxter på enar som kallas "kikbär" och som liknar ett öppnat fröhus med tre valv. Utväxten består av tre förstorade barr, som omsluter tre mindre sådana, vilka i sin tur innesluter myggans larv. Detta är en s.k. gallbildning.